# Абдурахманов, Наби
Наби Абдурахманов (7 ноября 1958, Ташкент) — узбекский театральный продюсер и режиссёр.

## Биография
Родился 7 ноября 1958 года в семье Каюм Абдурахманова, легенды советского кино и первого киноинженера с высшим образованием в Узбекистане.
По окончании театрального института 8 лет проработал в театре Молодая гвардия.
В 1988 году создал театр-студию Дард, который просуществовал более двух лет и стал заметным явлением в культурной жизни Узбекистана.
В 1991 году ему было предложено художественное руководство Ташкентским ТЮЗом, который в 1998 году был переименован в Республиканский театр юного зрителя Узбекистана.
С 2016 года живёт и работает в США.

## Карьера

### Режиссёр
- 1969 - «Девочка со спичками» по пьесе Ганса Христиана Андерсена. Московский драматический театр имени А. С. Пушкина[3].
- 2016 - «Столкновение миров» Иддо Нетаньяху. Академический театр драмы, Владимир[4].
- 2018 - «Голос в пустыне». Республиканский театр юного зрителя Узбекистана[5].
- 2019 - «Содом и Гоморра XXI» по пьесе Джалола Юсупова. Международный театральный фестиваль имени Чехова[6].

### Роли в кино
- 1969 — «Завещание старого мастера» — Садык Сабиров
- 1972 — «Горы зовут»
- 1991 — «Камми» — цыган
- 1991 — «Шаг вправо... шаг влево...» — Салимджан (Киш-миш)